# Zanthoxylum foliolosum
Zanthoxylum foliolosum là một loài thực vật có hoa trong họ Cửu lý hương. Loài này được Donn. Sm. miêu tả khoa học đầu tiên năm 1893.